# Puchar Polski Strongman: Eliminate Your Opponent Cup 2008
Puchar Polski Strongman: Eliminate Your Opponent Cup 2008 – cykl indywidualnych zawodów polskich siłaczy, rozgrywanych systemem pucharowym w 2008 r.
Odbyły się pięć imprez z cyklu Puchar Polski Strongman: Eliminate Your Opponent Cup 2008.

## Pierwsze zawody
Data: 26 lipca 2008 r.

Miejscowość: Włodawa
ZWYCIĘZCY ZAWODÓW:
| Miejsce | Zawodnik            |
| ------- | ------------------- |
| 1.      | Jarosław Nowacki    |
| 2.      | Andrzej Zieleniecki |
| 3.      | Tomasz Kowal        |
| 4.      | Józef Tomaszewski   |

## Drugie zawody
Data: 2 sierpnia 2008 r.

Miejscowość: Międzyzdroje
ZWYCIĘZCY ZAWODÓW:
| Miejsce | Zawodnik            |
| ------- | ------------------- |
| 1.      | Jarosław Nowacki    |
| 2.      | Tomasz Kowal        |
| 3.      | Michał Szymerowski  |
| 4.      | Andrzej Zieleniecki |

## Trzecie zawody
Data: 4 sierpnia 2008 r.

Miejscowość: Ustronie Morskie
ZWYCIĘZCY ZAWODÓW:
| Miejsce | Zawodnik            |
| ------- | ------------------- |
| 1.      | Tyberiusz Kowalczyk |
| 2.      | Ireneusz Kuraś      |
| 3.      | Andrzej Zieleniecki |
| 4.      | Michał Szymerowski  |

## Czwarte zawody
Data: 9 sierpnia 2008 r.

Miejscowość: Hel
ZWYCIĘZCY ZAWODÓW:
| Miejsce | Zawodnik |
| ------- | -------- |
| 1.      | nieznany |
| 2.      | nieznany |
| 3.      | nieznany |
| 4.      | nieznany |

## Piąte zawody (finał)
Data: 23 sierpnia 2008 r.

Miejscowość: Mikołajki
ZWYCIĘZCY ZAWODÓW:
| Miejsce | Zawodnik            |
| ------- | ------------------- |
| 1.      | Andrzej Zieleniecki |
| 2.      | Michał Szymerowski  |
| 3.      | Tomasz Kowal        |
| 4.      | Tyberiusz Kowalczyk |

## Klasyfikacja końcowa
Klasyfikacja końcowa Pucharu Polski Strongman: Eliminate Your Opponent Cup w roku 2008.
| Miejsce | Zawodnik            | Punkty |
| ------- | ------------------- | ------ |
| 1.      | Andrzej Zieleniecki | 32     |
| 2.      | Tomasz Kowal        | 26     |
| 3.      | Michał Szymerowski  | 26     |
| 4.      | Tyberiusz Kowalczyk | 24     |
| 5.      | Jarosław Nowacki    | 20     |
| 6.      | Ireneusz Kuraś      | 8      |
| 7.      | Józef Tomaszewski   | 4      |